# Демук (комуна)
Демук (рум. Dămuc) — комуна у повіті Нямц в Румунії. До складу комуни входять такі села (дані про населення на 1 грудня 2021 року):
- Демук (1961 особа)
- Трей-Финтинь (85 осіб)
- Хуйсурез (734 особи)

Комуна розташована на відстані 263 км на північ від Бухареста, 37 км на захід від П'ятра-Нямца, 133 км на захід від Ясс, 129 км на північ від Брашова.

## Населення
Станом на 1 грудня 2021 року населення складало 2780 осіб. 
За даними перепису населення 2002 року у комуні проживали 3149 осіб.
Національний склад населення комуни:
| Національність | Кількість осіб | Відсоток |
| -------------- | -------------- | -------- |
| румуни         | 3148           | > 99,9%  |
| угорці         | 1              | < 0,1%   |

Рідною мовою назвали:
| Мова      | Кількість осіб | Відсоток |
| --------- | -------------- | -------- |
| румунська | 3148           | > 99,9%  |
| угорська  | 1              | < 0,1%   |

Склад населення комуни за віросповіданням:
| Релігія        | Кількість осіб | Відсоток |
| -------------- | -------------- | -------- |
| православні    | 3030           | 96,2%    |
| баптисти       | 65             | 2,1%     |
| греко-католики | 41             | 1,3%     |
| римо-католики  | 11             | 0,3%     |
| реформати      | 1              | < 0,1%   |
| не релігійні   | 1              | < 0,1%   |